# KSP-76
KSP-76 (ros. Колесная самоходная установка – Kołowe Działo Samobieżne, nazywane także GAZ-68) – radzieckie działo samobieżne przeznaczone dla wojsk powietrznodesantowych. Zostało skonstruowane w 1944 roku w zakładach GAZ.
Podwozie KSP-76 bazowało na podwoziu ciężarówki GAZ-63. Napędem pojazdu był silnik gaźnikowy o mocy 85 KM, pozwalający osiągnąć 77 km/h. Główne uzbrojenie stanowiła armata ZiS-3. Samo działo było lekko opancerzone i posiadało otwarty przedział bojowy. Masa pojazdu wynosiła 3,5 tony, dzięki czemu mógł być transportowany drogą powietrzną. Załogę stanowiły 3 osoby (kierowca, dowódca, celowniczy).